# 配偶
配偶是指婚姻關係、民事結合、同居伴侶關係、普通法婚姻中的伴侶。這是個無特定性別的詞彙，通常男性配偶稱為丈夫、女性配偶稱為妻子。所以，這個詞彙無論多元性別或單元性別的異性關係或同性關係，皆可適用。